# Waluyojati
Waluyojati is een bestuurslaag in het regentschap Pringsewu van de provincie Lampung, Indonesië. Waluyojati telt 3834 inwoners (volkstelling 2010).